# Adolphe Morlot
Charles Adolphe Morlot, född den 12 mars 1820 i Neapel, död den 10 februari 1867 i Bern, var en schweizisk geolog och arkeolog.
Morlot blev ledare för ett geologiskt-montanistiskt lokalmuseum i Grätz, dåvarande Österrike, och var 1851-1853 lärare i geologi vid akademin i Lausanne. Morlot blev därefter konservator vid det arkeologiska museet i Bern. Han insåg betydelsen av samarbete mellan geologi och förhistorisk arkeologi och studerade arkeologi i Skandinavien och Nordtyskland.